# ماریانو آرمنتانو
ماریانو آرمنتانو (انگلیسی: Mariano Armentano؛ زادهٔ ۱۲ ژوئیهٔ ۱۹۷۴) بازیکن سابق فوتبال اهل آرژانتین است که در پست مهاجم بازی می‌کرد.